# Door Lock
Pour plus de détails, voir Fiche technique et Distribution.
Door Lock (hangeul : 도어락 ; RR : Doeorak, littéralement « Serrure de porte ») est un thriller sud-coréen coécrit et réalisé par Lee Kwon, sorti en 2018.

## Synopsis
Jo Kyeong-min vit seule dans un appartement. Un jour, elle découvre un inconnu qui s'est introduit par effraction dans sa chambre et bientôt une mystérieuse affaire de meurtre commence à apparaître,.

## Fiche technique
- Titre original : 도어락
- Titre international : Door Lock
- Réalisation : Lee Kwon
- Scénario : Lee Kwon et Park Jeong-hee
- Photographie : Park Jeong-hoon
- Production : Kim Seong-ryeong et Lee Jae-min
- Société de production : Fiona Films
- Société de distribution : Megabox Plus M
- Pays d'origine :  Corée du Sud
- Langue originale : coréen
- Format : couleur
- Genre : thriller
- Durée : 102 minutes
- Date de sortie :
  - Corée du Sud : 5 décembre 2018

## Distribution
- Gong Hyo-jin : Jo Kyeong-min
- Kim Ye-won : Oh Hyo-joo
- Kim Sung-oh : l'inspecteur Lee
- Jo Bok-rae
- Lee Ga-sub
- Lee Chun-hee

## Production
Le tournage commence le 7 janvier 2018, et se termine le 14 mars 2018,.

## Accueil
Door Lock sort le 5 décembre 2018 en Corée du Sud.